# Зиґмунтувек (Турецький повіт)
Зиґмунтувек (пол. Zygmuntówek) — село в Польщі, у гміні Малянув Турецького повіту Великопольського воєводства.
Населення — 83 особи (2011).
У 1975-1998 роках село належало до Конінського воєводства.

## Демографія
Демографічна структура станом на 31 березня 2011 року:
|          | Загалом | Допрацездатний вік | Працездатний вік | Постпрацездатний вік |
| -------- | ------- | ------------------ | ---------------- | -------------------- |
| Чоловіки | 40      | 4                  | 31               | 5                    |
| Жінки    | 43      | 10                 | 24               | 9                    |
| Разом    | 83      | 14                 | 55               | 14                   |